# Daisy Hendley Gold
Daisy Mabel Hendley Gold (Condado de Iredell, 26 de outubro de 1893 – Lillington, 7 de abril de 1975) foi uma escritora, poetisa e jornalista americana. Ela trabalhou para o Statesville Record & Landmark e The Greenville Piedmont antes de se tornar editora-chefe do Wilson Times em 1920. Posteriormente, ela se casou com John Daniel Gold, editor e produtor editorial do Wilson Times. Gold foi autora de um livro de poesias, Tides of Life, em 1927 e de um romance, It Was Forever, em 1940. Ela também escreveu um livro de história intitulado A Town Named Wilson que nunca foi publicado.

## Primeiros anos e educação
Gold nasceu em 26 de outubro de 1893 no condado de Iredell, na Carolina do Norte. Ela era filha de Alvis Francis Hendley e da segunda esposa dele, Celeste Rimmer Norris. Ela era de ascendência escocesa-irlandesa, francesa e inglesa. Gold frequentou escolas locais antes de estudar no Universidade da Carolina do Norte em Greensboro. Ela foi matriculada na instituição de ensino por três anos, mas não se formou.

## Carreira
Gold começou sua carreira de jornalista trabalhando no Statesville Record & Landmark e depois trabalhou para o Greenville Piedmont. Ela foi convidada para trabalhar como correspondente estrangeira na Europa durante a Primeira Guerra Mundial, mas seus pais a dissuadiram de assumir o cargo. Em 1920, ela se tornou a editora-gerente do Wilson Times. Gold trabalhou no Wilson Times até 1947, escrevendo reportagens sobre o litoral e o leste da Carolina do Norte.
Gold escreveu um livro de poemas líricos chamado Tides of Life em 1927. Em 1940, ela publicou o livro It Was Forever, um romance sobre uma jovem casada no litoral da Carolina do Norte que se apaixona por um capitão britânico. Antes de sua morte, ela estava escrevendo um livro de história no condado de Wilson intitulado A Town Named Wilson. O manuscrito original datilografado do livro inédito de história é de propriedade da Biblioteca Pública do Condado de Wilson. A Town Named Wilson não menciona cidadãos afro-americanos da cidade, exceto por uma referência à escravidão nos Estados Unidos.

## Vida pessoal
Ela se casou com John Daniel Gold, editor e produtor editorial do Wilson Times e filho de Pleasant Daniel Gold, em 7 de fevereiro de 1924. Ela foi a segunda esposa de Gold e tornou-se madrasta de suas três filhas. Ela e Gold tiveram dois filhos juntos, Celeste Gold e John Daniel Gold Jr. Seu marido era um dos homens mais ricos de Wilson, e eles moravam em uma mansão arquitetônica georgiana na West Nash Street em Wilson. Sua filha casou-se com Robert Bain Broughton, filho do governador da Carolina do Norte, J. Melville Broughton e da primeira dama Alice Willson Broughton, e viveu na Broughton House em Raleigh.
Gold e seu marido também eram proprietários de uma casa de verão em Morehead City, que eles construíram em 1935. Ela era membro da Igreja Presbiteriana e era filiada ao Partido Democrata. Após a morte de seu marido em 1954, Gold vendeu sua casa e construiu uma arquitetura neoclássica de dois andares na West Nash Street.
Ela morreu em 7 de abril de 1975 em um lar de idosos em Lillington. Um serviço de oração foi realizado por sua família na Mitchell Funeral Home em Raleigh. Ela foi enterrada no Cemitério Maplewood em Wilson.